# De Witte Molen (Glimmen)
De Witte Molen is een poldermolen bij het dorp Glimmen in de provincie Groningen.
De molen, die de naamgever is van het nabijgelegen Verzorgingsplaats Witte Molen aan de A28 werd in 1892 gebouwd. De molen is voorzien van een vijzel en bemaalt daarmee tegenwoordig op vrijwillige basis de polder Glimmen. De molen slaat uit op het Noord-Willemskanaal en kan nog steeds als reservebemaling worden ingezet, hetgeen een enkele keer ook wel gebeurt. De roeden van het wiekenkruis zijn 18,30 meter lang en zijn voorzien van het Oudhollandse systeem met zelfzwichting. De molen is eigendom van het waterschap Hunze en Aa's.

## Geschiedenis
De molen werd in 1892 gebouwd door de molenmaker P. Medendorp uit Zuidlaren. De molen had als taak de polder Glimmen van 453 hectare droog te kunnen pompen. In 1925 werd een motor uit de Appingedammer Bronsmotorenfabriek in de molen geplaatst om de vijzel aan te drijven. In 2003 is de molen compleet gerestaureerd.

## Afbeeldingen

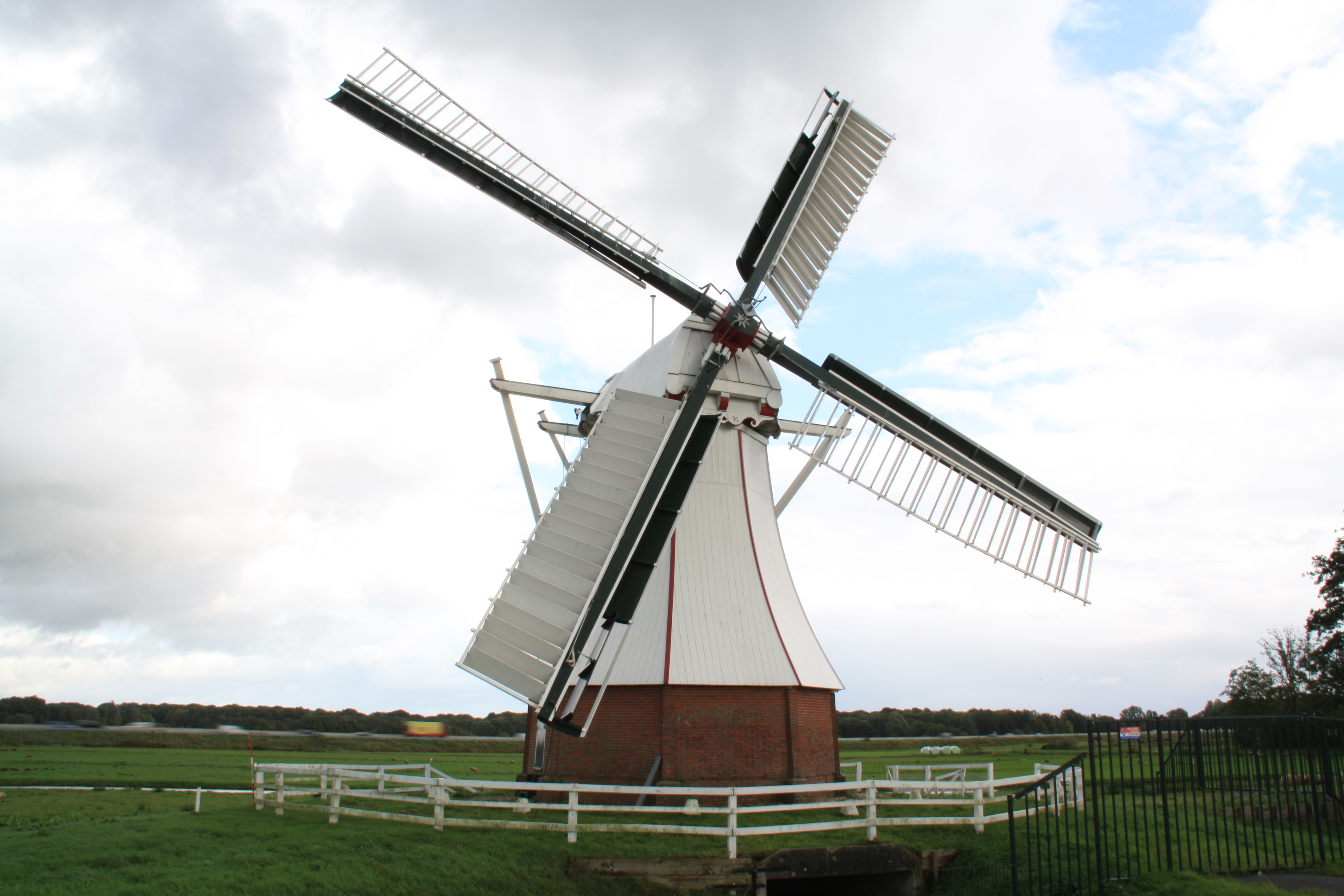
De Witte Molen met op de achtergrond de A28 (2008)
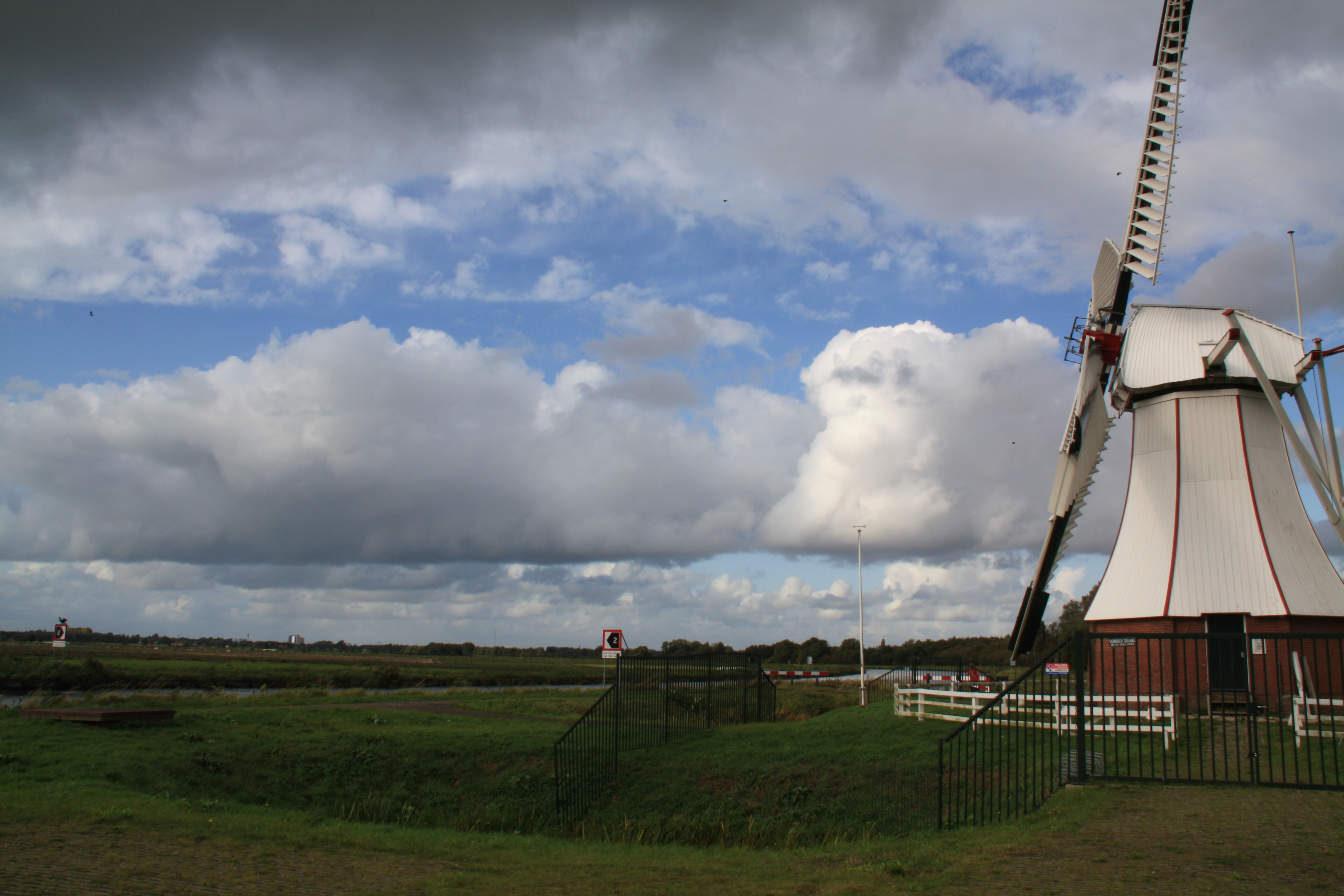
De Witte Molen (2008)
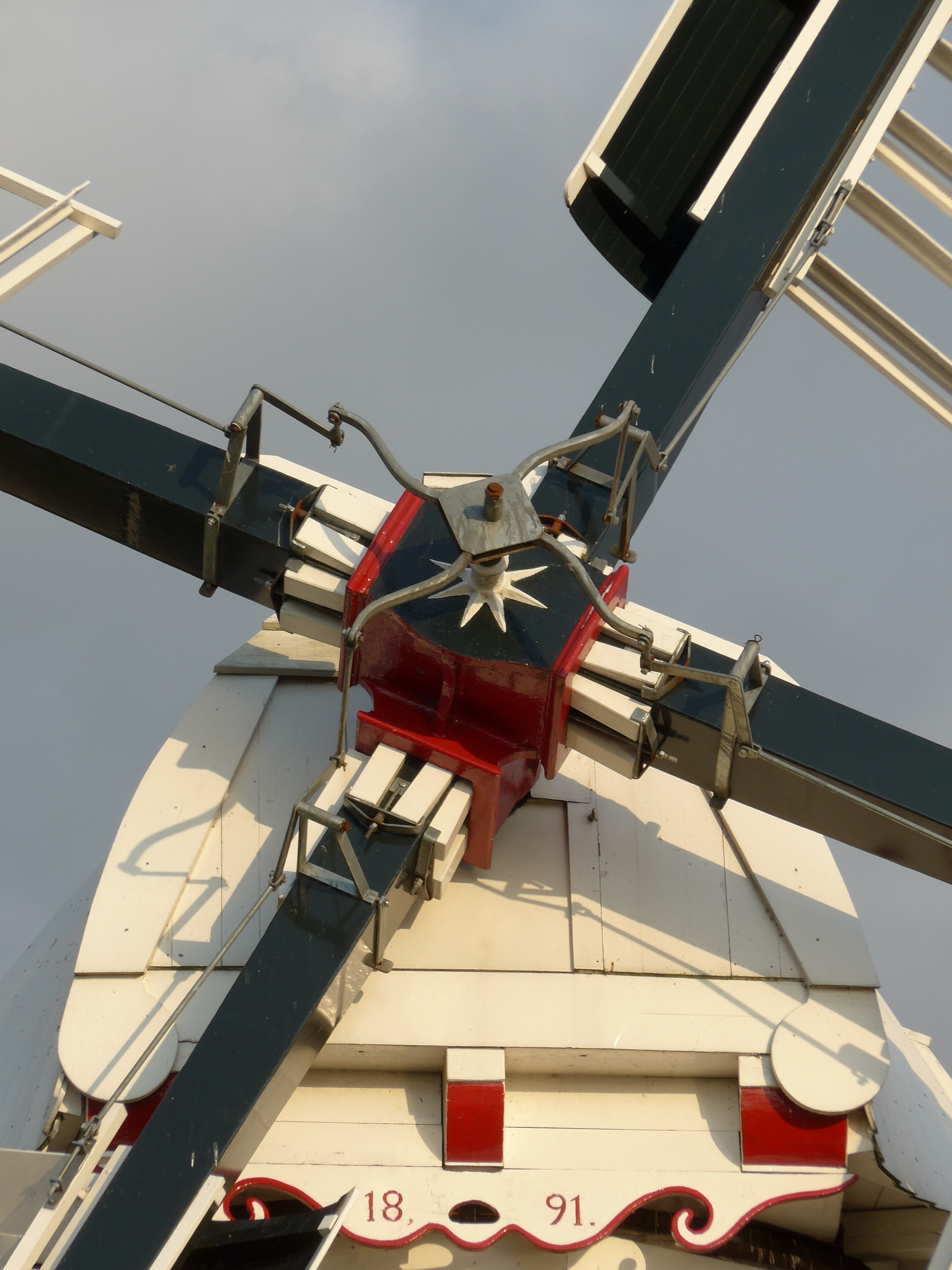
Askop (2014)